# Kaiserslautern (distrito)
Kaiserslautern é um distrito (kreis ou landkreis) da Alemanha localizado no estado da Renânia-Palatinado.

## Cidades e municípios
| Verbandsgemeinden (Associações municipais): | Verbandsgemeinden (Associações municipais): | Verbandsgemeinden (Associações municipais): |
| --- | --- | --- |
| - 1. Bruchmühlbach-Miesau 1. Bruchmühlbach-Miesau¹ 2. Gerhardsbrunn 3. Lambsborn 4. Langwieden 5. Martinshöhe - 2. Enkenbach-Alsenborn 1. Enkenbach-Alsenborn¹ 2. Mehlingen 3. Neuhemsbach 4. Sembach - 3. Hochspeyer 1. Fischbach 2. Frankenstein 3. Hochspeyer¹ 4. Waldleiningen | - 4. Kaiserslautern-Süd [sede: Kaiserslautern] 1. Krickenbach 2. Linden 3. Queidersbach 4. Schopp 5. Stelzenberg 6. Trippstadt - 5. Landstuhl 1. Bann 2. Hauptstuhl 3. Kindsbach 4. Landstuhl1, 2 5. Mittelbrunn 6. Oberarnbach - 6. Otterbach 1. Frankelbach 2. Hirschhorn 3. Katzweiler 4. Mehlbach 5. Olsbrücken 6. Otterbach¹ 7. Sulzbachtal | - 7. Otterberg 1. Heiligenmoschel 2. Niederkirchen 3. Otterberg1, 2 4. Schallodenbach 5. Schneckenhausen - 8. Ramstein-Miesenbach 1. Hütschenhausen 2. Kottweiler-Schwanden 3. Niedermohr 4. Ramstein-Miesenbach1, 2 5. Steinwenden - 9. Weilerbach 1. Erzenhausen 2. Eulenbis 3. Kollweiler 4. Mackenbach 5. Reichenbach-Steegen 6. Rodenbach 7. Schwedelbach 8. Weilerbach¹ |
| ¹sede do Verbandsgemeinde; ²cidade | | |